# 褐顶噪鹛
褐顶噪鹛（学名：Garrulax austeni），是画眉科噪鹛属的一种，分布于印度和缅甸。该物种的保护状况被评为无危。
褐顶噪鹛的平均体重约为63.8克。栖息地为亚热带或热带的湿润山地林。